# Miia
Mia Virik Kristensen (* 24. November 1997 als Mia Virik Brubakken) ist eine norwegische Sängerin. Sie tritt unter dem Künstlernamen MIIA auf.

## Leben
Kristensen stammt aus der Stadt Kragerø. Sie besuchte den Musikzweig der weiterführenden Schule in Nøtterøy. Ihr Onkel ist der Musiker Joachim Rygg. Als 14-Jährige veröffentlichte sie das Lied In the Light of Love. Im Alter von 17 Jahren nahm sie im Studio ihres Onkels in Los Angeles die Single Dynasty auf. Das Lied wurde unter anderem von Billboard vorgestellt und in einer Episode von Keeping Up with the Kardashians verwendet. Während das Lied international Bekanntheit erlangte, gelang ihr damit in Norwegen kein Durchbruch. Nach ihrer Schulzeit begann sie ein Geschichtsstudium in Oslo. Im Jahr 2018 wirkte sie an der bei Norsk rikskringkasting (NRK) ausgestrahlten Musikshow Muitte Mu, bei der Prominente Joik erlernen sollten, mit. Im November 2023 gab sie ihre Debüt-EP Inner Voices Speaking heraus.
Im Jahr 2024 nahm sie mit dem Lied Green Lights am Melodi Grand Prix 2024 teil. Im Finale erreichte sie den sechsten Platz.

## Stil
Kristensen gibt Lieder der Sängerinnen Adele, Sia und Lana Del Rey als ihre Inspiration an.

## Diskografie

### EPs
- 2023: Inner Voices Speaking

### Singles
- 2016: Dynasty
- 2016: Sledgehammer
- 2018: Beautiful Creature
- 2019: How to Lose Something Good
- 2023: Oxide
- 2023: Skin of a Fool
- 2023: Can’t Remember a Smile
- 2023: How Do I Love You
- 2024: Green Lights